# Gundam
Gundam (ガンダム, Gandamu) is een Japans mediafranchise bestaande uit meerdere animeseries. Deze series draaien allemaal om enorme robots of "mecha". De franchise is bedacht door Sunrise Studios. Behalve de animeseries omvat de franchise ook OVA's, manga's, romans en videospellen.

Logo

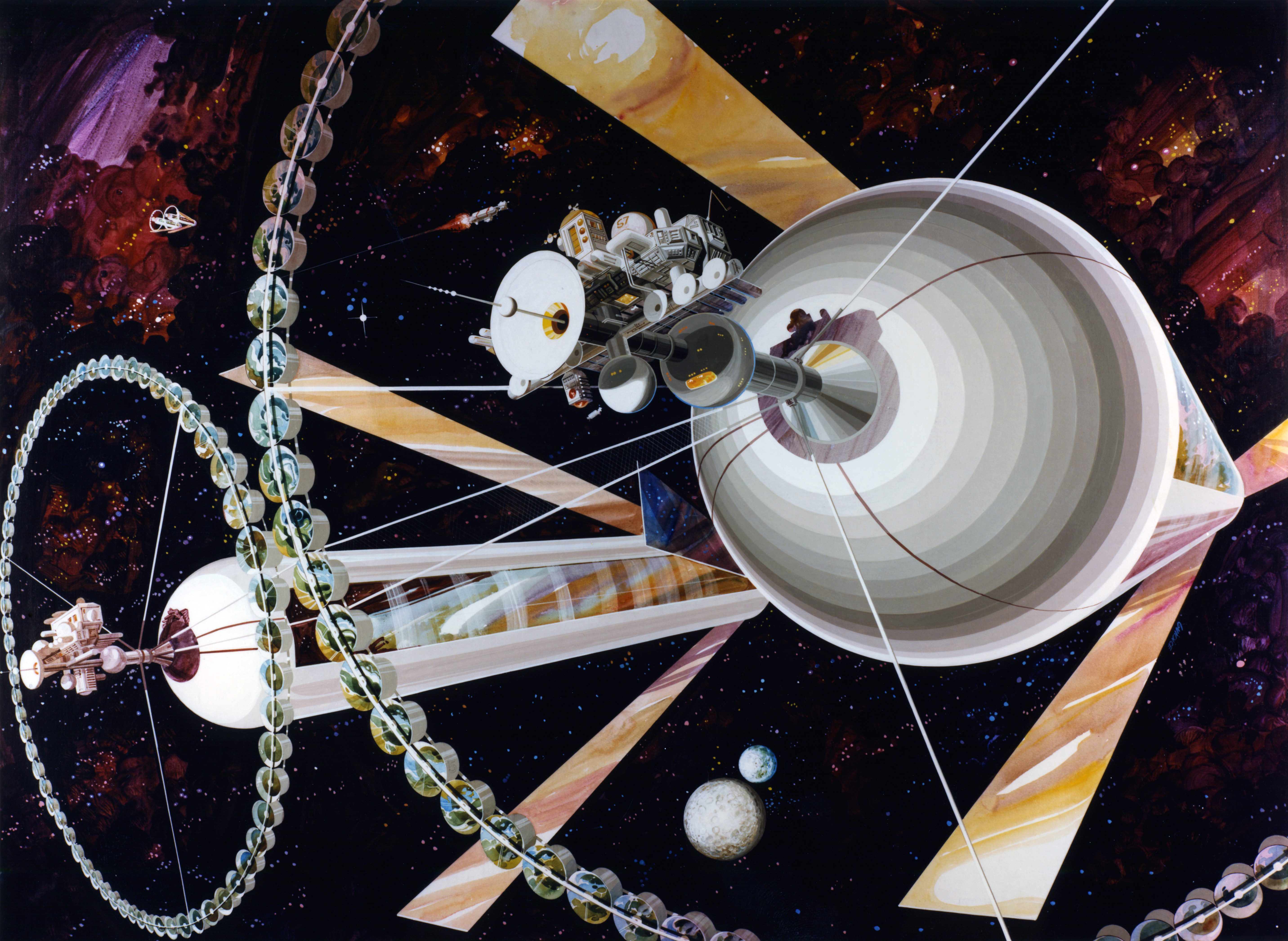
Ruimtekoloniën

De franchise begon in april 1979 met de serie Mobile Suit Gundam. Later volgden er meer series. Deze series spelen zich doorgaans allemaal af in hun eigen fictieve universum, en hebben zodoende geen onderlinge connecties qua verhaallijnen en personages. Deze universums worden binnen de franchise aangegeven als verschillende tijdlijnen, zoals Universal Century (UC), Future Century, After Colony, After War, Correct Century, Cosmic Era en Anno Domini
Sinds 21 januari 2008 brengt het Gundam-franchise ongeveer 50 miljard yen per jaar op.

## Achtergrond

### Ontwikkeling
Mobile Suit Gundam werd ontwikkeld door Yoshiyuki Tomino, samen met een groep tekenaars die werkten onder het gezamenlijke pseudoniem "Hajime Yatate".
De originele serie kreeg aanvankelijk de titel Freedom Fighter Gunboy, of simpelweg Gunboy, vernoemd naar het vuurwapen waar de robot in de serie mee gewapend was. De doelgroep voor de serie was shōnen (jongens). De naam Gundam werd later verzonnen, toen het Yatate-team het Engelse woord "gun" (pistool) combineerde met de laatste lettergreep van "freedom" (vrijheid). Dit leverde de combinatie Gundom op, die door Tomino werd aangepast naar Gundam.
De meeste Gundams zijn enorme humanoïde robots die van binnenuit worden bestuurd door een menselijke piloot. De meeste van deze robots hebben daarvoor een cockpit in de torso, met een camera in het hoofd waarlangs de piloot kan zien wat er buiten gaande is. Er zijn ook modellen met de cockpit in het hoofd.

### Innovatie
Mobile Suit Gundam wordt vaak gezien als de voorloper van het real robot-genre binnen mecha anime.
In tegenstelling tot de super robot-series probeerde Gundam de serie realistischer te maken door de robots te degraderen van hoofdpersonages naar hulpmiddelen voor de hoofdpersonages. In plaats van de robots zelf staan hun piloten centraal in de series, en zijn de robots niets meer dan voertuigen en wapens voor deze piloten. De robots kunnen net als echte wapens zonder brandstof of munitie komen te zitten of een technische storing krijgen. De robots hebben geen eigen persoonlijkheid en kunnen niet handelen zonder hun piloot. Ook worden de werking en bouw van de robots zo veel mogelijk beschreven volgens bestaande wetenschappelijke kennis en theorieën.
Gundam's realistische wetenschappelijke ondertoon heeft binnen mecha anime een sterke reputatie opgebouwd.

### Verhaallijnen
Elk verhaal speelt zich af in de toekomst, waarin de mens niet langer alleen op de aarde woont maar ook in ruimtekolonies. Er is altijd een oorlog aan de gang waarin de gundams worden ingezet. Elke groep binnen deze oorlog heeft zo zijn eigen schurken en helden, elk met hun eigen motieven. Gundam toont ook veel politieke gevechten en debatten over verschillende filosofische zaken en politieke idealen over oorlog.
Verder zijn veel van de verhalen in de franchise zogenaamde coming-of-age-drama's, waarin de protagonisten en enkele bijfiguren vaak een duidelijke karakterontwikkeling doormaken. Hierbij kunnen hun aanvankelijke ideeën, allianties en standpunten drastisch veranderen naarmate de serie vordert. Dit onderscheidt Gundam ook van de eerdere Super Robot-series, waarin de held eigenlijk onveranderd blijft gedurende de hele serie.
De Gundam-franchise telt verschillende tijdlijnen, die allemaal hun eigen continuïteit hebben. Series die zich binnen dezelfde tijdlijn afspelen zijn doorgaans een vervolg op elkaar, maar series uit verschillende tijdlijnen hebben vrijwel niets met elkaar gemeen en vormen opzichzelfstaande verhalen. Hierdoor zijn de gebeurtenissen uit de ene serie vaak niet van invloed op een latere serie. De originele tijdlijn, waarin de eerste serie zich afspeelde, staat bekend als Universal Century (UC). Een overzicht:
- Mobile Fighter G Gundam speelt zich af in Future Century (FC), waarin de ruimtekolonies de overhand hebben gekregen tegenover de aarde.
- Mobile Suit Gundam Wing speelt zich af in de After Colony (AC)-tijdlijn, kort na de oprichting van de eerste ruimtekolonie.
- After War Gundam X speelt zich af in de After War (AW)-tijdlijn, waarin de aarde net verpletterend is verslagen in een oorlog met haar koloniën.
- ∀ Gundam speelt zich af in de CC (正歴, Seireki-tijdlijn), die bedoeld is als een verre toekomst voor alle voorgaande tijdlijnen.
- Mobile Suit Gundam SEED en de bijbehorende vervolgen spelen zich af in de Cosmic Era.
- Mobile Suit Gundam 00 speelt zich af voor de Universal Century-tijdlijn, namelijk de Anno Domini (西暦, Seireki)-tijdlijn.
- Mobile Suit Gundam Age speelt zich af in de Advanced Generation-tijdlijn.
- Gundam Reconguista in G speelt zich na de Universal Century af, namelijk Regild Century-tijdlijn.
- Mobile Suit Gundam : Iron-Blooded orphans speelt zich af in de Post Disaster-tijdlijn.
- Mobile Suit Gundam The Witch From Mercury speelt zich af in de AD Stella-tijdlijn.

## Franchise

### Animatieseries en films
| Naam                                         | Media                               | Jaren                                 |
| -------------------------------------------- | ----------------------------------- | ------------------------------------- |
| Mobile Suit Gundam                           | Serie Compilatiefilms               | 1979-1980 1981-1982                   |
| Mobile Suit Zeta Gundam                      | Televisieserie Compilatiefilms      | 1985-1986 2004-2006                   |
| Mobile Suit Gundam ZZ                        | Televisieserie                      | 1986-1987                             |
| Mobile Suit Gundam: Char's Counterattack     | Film                                | 1988                                  |
| Mobile Suit Gundam 0080: War in the Pocket   | OVA                                 | 1989                                  |
| Super Deformed Gundam                        | Film OVA Televisieserie             | 1988-1989, 1991, 1993 1988, 1990 1993 |
| Mobile Suit Gundam F91                       | Film                                | 1991                                  |
| Mobile Suit Gundam 0083: Stardust Memory     | OVA Compilatiefilm                  | 1991 1992                             |
| Mobile Suit Victory Gundam                   | Televisieserie                      | 1993                                  |
| Mobile Fighter G Gundam                      | Televisieserie                      | 1994                                  |
| Mobile Suit Gundam Wing                      | Televisieserie Compilatie-OVA's     | 1995 1996                             |
| Mobile Suit Gundam: The 08th MS Team         | OVA's Compilatiefilm                | 1996 1998                             |
| After War Gundam X                           | Televisieserie                      | 1996                                  |
| New Mobile Report Gundam Wing: Endless Waltz | OVA's Compilatiefilm                | 1997 1998                             |
| Turn A Gundam                                | Televisieserie Compilatiefilms      | 1999-2000 2002                        |
| Gundam the Ride: A Baoa Qu                   | Attractieparkfilm                   | 2000                                  |
| Gundam Neo Experience 0087: Green Divers     | Specialty format film               | 2001                                  |
| Gundam Evolve                                | Korte filmpjes                      | 2001-2005                             |
| Mobile Suit Gundam SEED                      | Televisieserie Compilation specials | 2002-2003 2004                        |
| Superior Defender Gundam Force               | Televisieserie                      | 2003-2004                             |
| Mobile Suit Gundam MS IGLOO                  | Films OVA's                         | 2004 2006                             |
| Mobile Suit Gundam SEED Destiny              | Televisieserie Compilatiespecials   | 2004-2005 2006-2007                   |
| Mobile Suit Gundam SEED C.E. 73: Stargazer   | ONA's                               | 2006                                  |
| Mobile Suit Gundam 00                        | Televisieserie                      | 2007-2009                             |
| Mobile Suit Gundam 00                        | Film                                | 2010                                  |
| Mobile Suit Gundam SEED                      | Film                                | Onbekend                              |
| Gundam Age                                   | Televisieserie                      | 2012                                  |
| Mobile Suit Gundam: Unicorn                  | OVA                                 | 2010-2014                             |
| Gundam Build Fighters                        | Televisieserie                      | 2013–2014                             |
| Gundam Reconguista in G                      | Televisieserie                      | 2014–2015                             |
| Gundam Build Fighters Try                    | Televisieserie                      | 2014–2015                             |
| Mobile Suit Gundam: The Origin               | OVA                                 | 2015–2016                             |
| Mobile Suit Gundam: Iron-Blooded Orphans     | Televisieserie                      | 2015–2016                             |
| Mobile Suit Gundam Thunderbolt               | ONA                                 | 2015–2016                             |
| Mobile Suit Gundam Narrative                 | Film                                | 2018                                  |
| Mobile Suit Gundam: Hathaway's Flash         | Animefilmserie                      | 2021-heden                            |
| Mobile Suit Gundam The Witch From Mercury    | ONA                                 | 2022-2023                             |

### Liveactionfilm
In 2000 verscheen de liveactionfilm G-Saviour, die zich afspeelt in de Universal Century-tijdlijn van de Gundam-franchise. De film was een Amerikaanse productie. De hoofdrollen werden vertolkt door Brennan Elliott, Enuka Okuma, Catharina Conti en David Lovgren.

### Manga en romans
Veel van de Gundam-series zijn verwerkt tot manga's en romans. Ook deze maken gebruik van de verschillende tijdlijnen. De verhalen zijn door meerdere uitgevers gepubliceerd, waaronder Viz Media, Del Rey Manga en TOKYOPOP.

## Gunpla
Van elke Gundam bestaat er een Gundam Plastic Model, kortweg Gunpla. Ze worden exclusief gemaakt door Bandai en bestaan in verschillende kwaliteit en prijsklassen, met als volgorde: First Grade, Normal (No) Grade, High Grade, Real Grade, Master Grade en Perfect Grade. Ze zijn extreem populair in Japan en worden gebouwd door zowel jongeren als volwassenen.

### Videospellen
De Gundam-franchise heeft tientallen videospellen voortgebracht. Veel hiervan draaien om originele personages en verhalen die niet voorkomen in de animeseries. Sommige van deze spellen zijn verwerkt tot strips en romans.

#### Super Robot Wars
De Gundam-universums komen geregeld voor in de serie Super Robot Wars van Banpresto. Het personage Amuro Ray en zijn RX-93 "ν Gundam" komen zelfs in elk spel uit deze serie voor. Binnen de spellen vertegenwoordigen de Gundams de Real Robot categorie.